# Israel Tavil
Israel Tavil (in ebraico ישראל טוויל‎?; 1933) è un ex cestista israeliano.

## Carriera
Con Israele ha partecipato ai Campionati mondiali del 1954.